# Schenectady
Schenectady je město v okresu Schenectady County ve státě New York ve Spojených státech amerických. Ve městě žije přibližně 67 tisíc obyvatel. S celkovou rozlohou 28 km² byla hustota zalidnění 2 321 obyvatel na km². Jde o deváté nejlidnatější město ve státě New York. Protéká tudy řeka Mohawk a leží nedaleko soutoku této řeky s řekou Hudson. Asi 24 kilometrů jihovýchodně od Schenectady leží město Albany.